# Józefa Rylska
Józefa Rylska, z domu Tchorznicka herbu Jelita (ur. ok. 1831/1832, zm. 31 lipca 1907 w Dąbrówce Polskiej) – właścicielka ziemska.

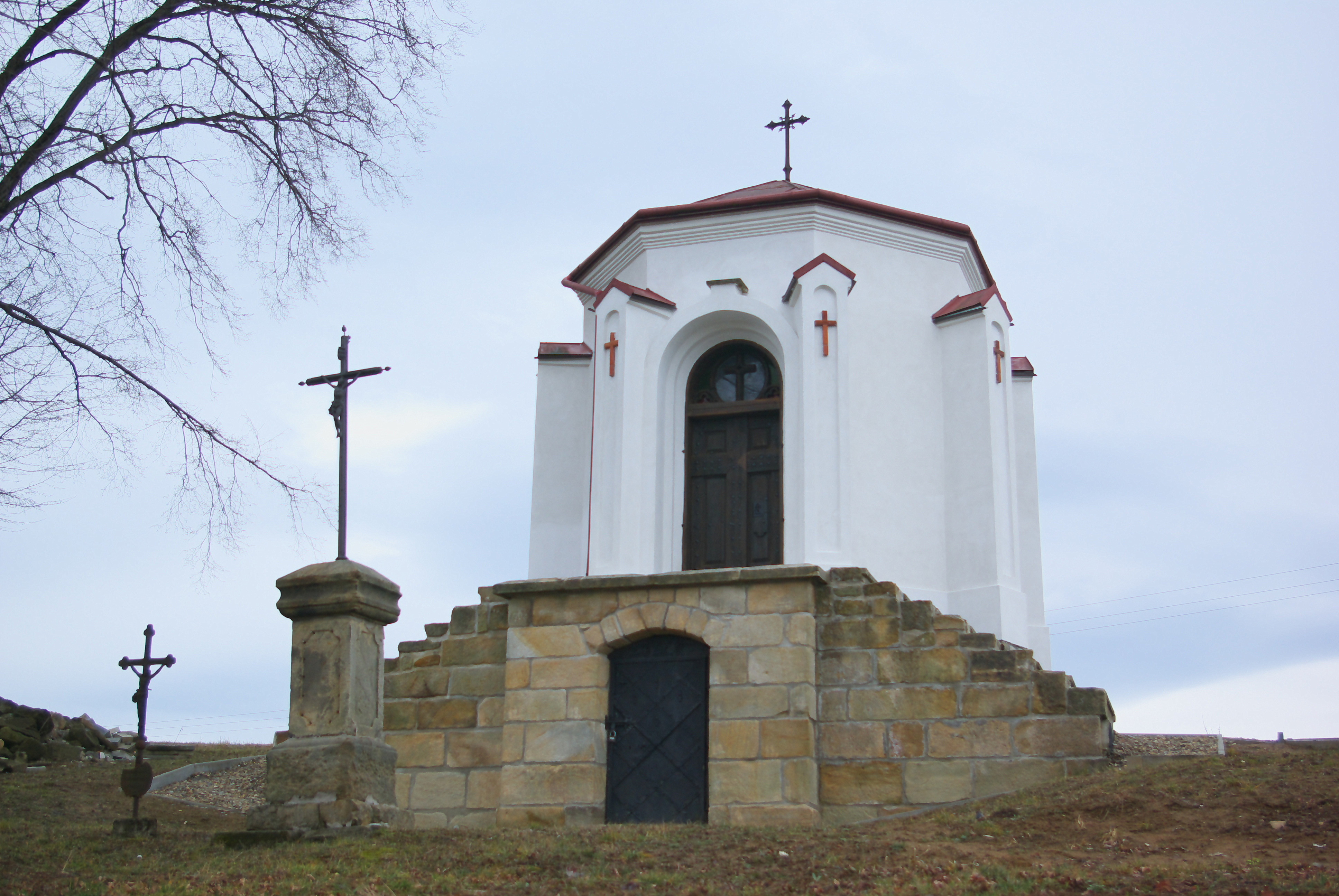
Rodzinna kaplica grobowa w Sanoku-Dąbrówce (2016)

## Życiorys
Urodziła się około 1831/1832. Była córką Jana Tchorznickiego (zm. 1868) i Korneli z domu Stankiewicz herbu Mogiła (zm. 1885). Jej rodzeństwem byli: Walentyna (zm. 1850, żona Władysława Urbańskiego), Piotr (1832–1868), Katarzyna Teofila (1838-1842), Teofila Adamina (1840-1899), Medard Antoni Ignacy (ur. 8 czerwca 1842, powstaniec styczniowy w stopniu wachmistrza, poległy 3 września 1863 w zwycięskiej bitwie pod Panasówką).
29 sierpnia 1853 w Pisarowcach poślubiła Zygmunta Ścibor-Rylskiego (świadkami na ich ślubie byli Marcin Urbański i mjr Celestyn Zbyszewski), z którym miała córkę Aleksandrę (1854–1855). Jej mąż zmarł w 1898 (pochowany w Dudyńcach). Józefa Rylska odziedziczyła dobra ziemskie w Pisarowcach. Z jej majątku wybudowano kamienicę przy ulicy Henryka Sienkiewicza 5 w Sanoku, w której pomieszczono C.K. Okręgową Dyrekcję Skarbu, założoną w 1892/1893.
Józefa Rylska była właścicielką dóbr ziemskich w Sanoku i okolicach miasta na przełomie XIX/XX wieku. Pod koniec XIX wieku posiadała m.in. wraz ze współwłaścicielami sanockie Wójtostwo. Na początku XX wieku posiadała w Sanoku obszar 157,7 ha, a ponadto na areał na terenie wsi: Dąbrówka Polska (126,7 ha), Dąbrówka Ruska (12 ha), Posada Sanocka (31 ha), Sanoczek (297,7 ha), Stróże Małe (185 ha), Stróże Wielkie (133 ha). Część dóbr Dąbrówki nabyła od Marii Szeliskiej z Urbańskich w grudniu 1893. W sierpniu 1905 zbyła Dąbrówkę Polską i Dąbrówkę Ruską na rzecz Marii Strzelbickiej, z domu Ścibor-Rylskiej (zm. 1908), żony Mieczysława Strzelbickiego. Według stanu z początku 1906 rodzina Rylskich posiadała 10 obszarów dworskich na obszarze powiatu sanockiego.
Działała społecznie. Na rzecz sanockiego gniazda Towarzystwa Gimnastycznego „Sokół” użyczała staw na obszarze Wójtostwa celem organizowania toru ślizgawkowego. Ponadto ofiarowała około 1-morgowy teren gaju „Sędziówka”, w którym w 1897 utworzono wielofunkcyjne boisko sportowe Sanockiego Klubu Sportowego, kierowanego przez Michała Jorkascha-Kocha.
Do końca życia zamieszkiwała pod adresem Dąbrówka Polska 1. Zmarła tam 31 lipca 1907 w wieku 75 lat. Pogrzeb odbył się 3 sierpnia 1907, a przewodniczył przybyły ze Lwowa biskup Władysław Bandurski. Została pochowana w rodzinnej kaplicy grobowej w Sanoku-Dąbrówce.
Zgodnie z testamentem Józefy Rylskiej, sporządzonym 3 stycznia 1905 w Krakowie, dziedzicem jej majątku został ustanowiony Aleksander Mniszek-Tchorznicki.